# Hans Christoff von Königsmarck
Hans Christoff von Königsmarck (Kötzlin, 4 maart 1600 - Stockholm, 8 maart 1663) was een Zweeds veldmaarschalk van Duitse afkomst en was de stamvader van de Zweedse tak van de familie Königsmarck.

## Biografie
Hans Christoff von Königsmarck werd in de Mark Brandenburg geboren als zoon van Konrad von Königsmarck en Beatrix von Blumental. Op jonge leeftijd diende hij als page aan het hof van Frederik Ulrich van Brunswijk-Wolfenbüttel. In 1620 meldde hij zich als voetsoldaat aan in het Keizerlijk leger dat in de Dertigjarige Oorlog vocht. In 1629 nam hij daar ontslag. Bij de intrede van Gustaaf II Adolf van Zweden op het strijdtoneel trad Königsmarck in dienst van de Zweden. Hij werd een van de meest gevreesde Zweedse generaals en was berucht voor het plunderen van burgers en het rekruteren van soldaten.
In 1642 streed hij aan de zijde van Lennart Torstenson tijdens diens campagne in Silezië en later in Bohemen. In 1645 viel hij met zijn leger Saksen binnen. In het laatste oorlogsjaar streed hij ook veel aan de zijde van Carl Gustaf Wrangel en Karel van Palts-Zweibrücken. Von Königsmarck was verantwoordelijk voor de laatste slag in die oorlog: de Slag om Praag (1648).
Nadat de Vrede van Westfalen getekend was door de strijdende partijen werd Von Königsmarck benoemd tot gouverneur-generaal van Bremen-Verden. Tijdens zijn verblijf aldaar liet hij Kasteel Agathenburg bouwen, bij het gelijknamige dorp, dat in de tegenwoordige Samtgemeinde Horneburg ligt. In 1655 verkreeg hij de functie van veldmaarschalk en werd hij opgenomen in de Zweedse adel als graaf van Västervik. In het begin van de Tweede Noordse Oorlog werd hij gevangengenomen door de Polen. Hij werd pas in 1660 na het ondertekenen van het verdrag van Oliva vrijgelaten. Na zijn gevangenschap keerde hij terug naar Zweden, waar hij in 1663 overleed.

## Huwelijk en kinderen
Hans Christoff von Königsmarck was getrouwd met Agathe von Leesten, de dochter van een edelman uit Brandenburg, zij kregen samen drie kinderen:
- Kurt Christoph (1634-1673), gouverneur-generaal van Bremen-Verden,
- Otto Wilhelm (1639-1688), Zweeds veldmaarschalk,
- Beate Elisabeth, getrouwd met Pontius Friedrich de la Gardie.